# Машина (группа)
Машина (ивр. משינה‎) — одна из наиболее популярных и влиятельных поп-рок-групп Израиля.
На их музыкальное направление, среди прочего, оказали влияние стили ска, панк-рок и новая волна.

## История
Группа была основана Ювалем Банаем, сыном Йоси Баная.
Во время службы в армии Юваль познакомился и начал играть вместе с гитаристом Шломи Брахой.
Название «Машина» предложил их общий друг, сослуживец из СССР, по ассоциации с известной группой «Машина времени»
Тематикой песен «Машины» служит одиночество, отчуждённость, несчастная любовь и общее недовольство устройством социума и мира.
После армии пути музыкантов временно разошлись. Банай основал группу «Шлом ха-цибур» (рус. «Благо общества»), а Браха — (с басистом Михаэлем Бенсоном) — «Ха-Хазит ха-амамит» (рус. «Народный фронт»).
В 1984 году Банай и Браха объединили свои группы, дополнительно пригласив ударника Игги Даяна. В результате «Машина» выпустила дебютный альбом, который быстро стал хитом в израильских хит-парадах. В конце 80-х и начале 90-х группа завоевала широкую популярность в Израиле, четыре года подряд побеждала в номинации «Лучшая группа» в Ежегодном рейтинге израильских песен на иврите.
Позднее к группе присоедился клавишник и саксофонист Авнер Ходоров.
Группа расформировалась в 1995 году, члены группы начали сольные карьеры. Банай выпустил 4 альбома (1997, 1999, 2001), один соло-альбом на счету у Брахи. Бенсон основал группу электронного рока «Atmosfire», также выпустившую один альбом.
Объединение группы произошло в 2003 году.
«Машина» совершила несколько гастрольных туров по Северной Америке, выступив в Филадельфии, Нью-Йорке, Бостоне, Торонто, Вашингтоне, Лос-Анджелесе и других городах.
На сегодняшний день группой продано свыше 420 тысяч копий альбомов.

## Участники
- Юваль Банай[англ.] — Вокал, гитара
- Шломи Браха[англ.] — Гитара
- Иги Даян — Ударные
- Авнер Ходоров — Клавиши, саксофон, аккордеон
- Михаэль Бенсон — Бас-гитара

## Дискография

### Студийные альбомы
- Mashina (1984)
- Mashina 2 (1987)
- Mashina 3 (1988)
- Ha’Amuta Le-Heker Hatmuta (1990)
- Miflatzot Ha-Tehila (1992)
- Si Ha-Regesh (1993)
- Lehitraot Neurim Shalom Ahava (1995)
- Romantika Atidanit (2005)
- Yahalomim Bashamaim (2010)
- Metim Sharim Holhim (2018)

### Концертные альбомы
- Mechonat Ha-Zman (1995)
- Live 2003 (2003)

### Сборники
- Gvirotay Ve-Rabotay (1989)
- Ha’Osef Hasheni (1996)
- Ha’ski Ha-Rock&Roll (2010)